# Gud, i mina unga dagar
Gud, i mina unga dagar är en ungdomspsalm av Zacharias Topelius 1868, möjligen också av B.O. Lille (i 1868 års psalmboksförslag uppges psalmen vara "författad av psalmbokskommittén"). Ursprungligen 8 verser, och åtminstone vers 1–3 och 6 är av Topelius. 
I rikssvenska Nya Psalmer från 1921 hade psalmen bearbetats en del och bestod nu av 7 verser där upphovet anges vara enbart "Finländsk författare (1800-talet)" samt att texten bearbetats. Bearbetningen kvarstod även i det så kallade septemberförslaget till psalmbok 1936. (Liksom för övrigt än i dag i finlandssvenska psalmboken). Kyrkomötesutskottet föreslog dock två månader senare den nuvarande formen med endast 4 verser kvar. Strofen "Intet givs så ljuvt i världen" som förut stått efter "Som den unga björk i skogen" blev nu psalmens andra strof.
Melodi i psalmboken av Johann Schop ur Himmlischer Lieder från 1642 (F-dur, 2/2), vilket är samma som till Herre, signe du och råde, Dagar komma, dagar flykta och enligt Koralbok för Nya psalmer, 1921 även samma som till psalmen Helge Ande, hjärtats nöje (1819 nr 126). I Finlandssvenska psalmboken 1986 finns istället en melodi av Gottfrid Gräsbeck från 1946 (C-dur, 4/4). Sionstoner 1972 har en melodi av Eskil Lundström.
För Den svenska psalmboken 1986 bearbetades psalmen något av Olle Nivenius och togs med i arbetets absoluta slutskede.

## Publicerad som
- Nr 141 i Lilla Psalmisten 1909 under rubriken "Bönesånger".
- Nr 624 i Nya psalmer 1921, tillägget till 1819 års psalmbok under rubriken "Det Kristliga Troslivet: Troslivet i hem och samhälle: Det kristna hemmet: För ungdom".
- Nr 525 i 1937 års psalmbok under rubriken "Ungdom".
- Psalm i Sionstoner 1972
- Nr 582 i Den svenska psalmboken 1986 under rubriken "Efterföljd – helgelse".
- Nr 495 i Finlandssvenska psalmboken 1986 under rubriken "Människans åldrar".